# جون هوارد (فيزيائي)
جون هوارد (بالإنجليزية: John Howard)‏ هو فيزيائي أمريكي، ولد في 27 فبراير 1921 في فيلادلفيا في الولايات المتحدة، وتوفي في 15 أبريل 2015 في نيوتن في الولايات المتحدة.